# Diarra Afoussatou Thiero
Diarra Afoussatou Thiero , née le 10 avril 1949 à Kita, est une magistrate et femme politique malienne. Elle a notamment été ministre de la Promotion de la Femme, de l'Enfant et de la Famille de 1997 à 2002 et membre de la Cour constitutionnelle du Mali de 2008 à 2015.

## Biographie
Diarra Afoussatou Thiero obtient en 1973 une maîtrise en sciences juridiques à l'École nationale d'administration de Bamako. 
Elle est Procureur du Tribunal de première instance de la Commune III de Bamako de 1994 à 1997, devenant ainsi la première femme Procureure de la République au Mali. Elle devient ensuite ministre de la Promotion de la Femme, de l'Enfant et de la Famille du 16 septembre 1997 au 8 juin 2002. A sa nomination, elle était la 1ère secrétaire exécutive de la Cafo (Coordination des organisations et associations féminines du Mali, créée en octobre 1991). En mars 2006, elle fait partie des 25 Africaines nommées membres du Comité des femmes de l’Union africaine. Ensuite, elle devient membre de la Cour constitutionnelle du Mali de 2008 à 2015.
De 1974 à 1995, elle fut l'épouse du chirurgien traumatologue Dr. Mohamed Abdoulaye Traoré. Depuis 1996, elle est l'épouse de l'homme politique Mahamadou Diarra, ministre dans les années 1990 et 2010.
Elle a 3 enfants, issus de son premier mariage avec le Dr. Traoré, et 6 petits-enfants.